# Xenon Ranger
Xenon Ranger is een computerspel dat werd ontwikkeld door Finlay Munro. Ook de muziek is van zijn hand. Het spel werd in 1988 uitgebracht door Alpha Omega Software voor de Commodore 64. Het spel is horizontaal scrollende Shoot 'em up. Het spel is Engelstalig en geschikt voor één persoon. 